# Montparnassetornet
Montparnassetornet (fr. Tour Montparnasse; officiellt Tour Maine-Montparnasse) är en 210 meter hög skyskrapa i Paris i Frankrike.

## Historik och utformning
Montparnassetornet började byggas 1969. 1973 färdigställdes och invigdes byggnaden. Den är med 59 våningar den näst högsta skyskrapan i Frankrike, efter Tour First, och var länge den högsta kontorsbyggnaden i Europa.
Skyskrapan ligger i stadsdelen Montparnasse i 15:e arrondissementet. Den var vid sin tillblivelse den första kontorsbyggnaden att byggas i de centrala delarna av Paris, och många ansåg att bygget krockade estetiskt med historiska arkitekturen i stadskärnan.
Över 5 000 människor har Montparnassetornet som sin arbetsplats. Byggnaden har två observationsdäck, ett på 56:e våningen (196 meter upp) och ett på själva takterrassen. Det undre observationsdäcket är på samma höjd som restaurangen Ciel de Paris ('Paris himmel'). Vid klart väder är sikten upp till 40 kilometer. Årligen får de båda observationsdäcken över 750 000 besök.
Montparnassetornet har sammanlagt 7 200 fönster, och trappsystemet kräver 1 000 trappsteg från gatunivå till toppen. Byggnaden har dock 31 hissar, var och en med 450 personers kapacitet per timme och en marschhastighet på 6 meter per sekund. Hissfärden från botten till toppen tar enligt uppgift 38 sekunder, vilket gör hissarna till några av Europas snabbaste. Varje hiss rymmer 15 personer.
Montparnassetornet är konstruerat för att tåla vindstyrkor på upp till 200 meter/sekund. Hela byggnaden väger 150 000 ton, och grunden för byggnaden är placerad på 70 meters djup.
2005 visade en undersökning att byggnaden innehåller asbest. Det beräknades då ta tre år att sanera byggnaden om den töms, och tio år om den inte töms. Det beslöts då att påbörja en långsammare asbestsanering utan att behöva utrymma lokalerna, med ett planerat slutförande tidigast 2017. Sedan 2009 har uppmätta asbestnivåer vid minst 72 tillfällen legat över säkerhetströskeln på 5 fiber per liter luft. Asbestsaneringen beräknades av byggnadens ägare totalt kosta cirka 250 miljoner euro.

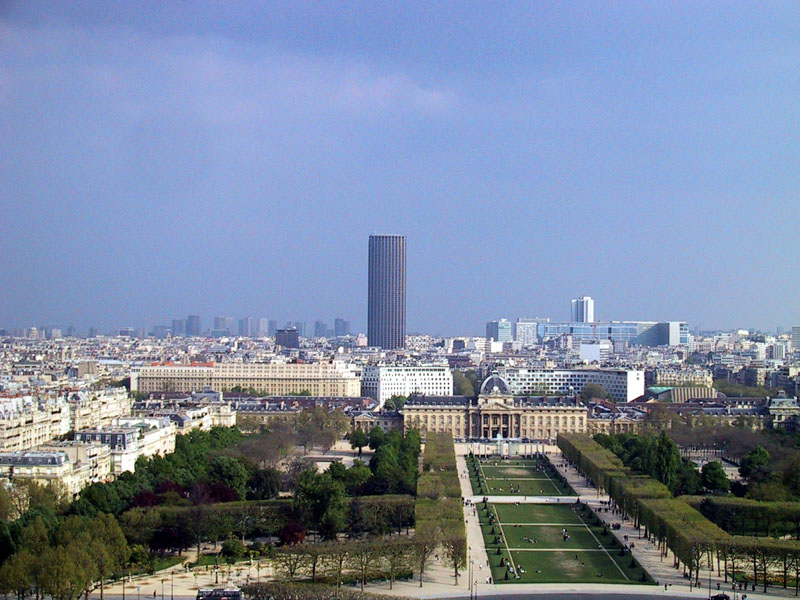
Montparnassetornet
Höga byggnader i Paris
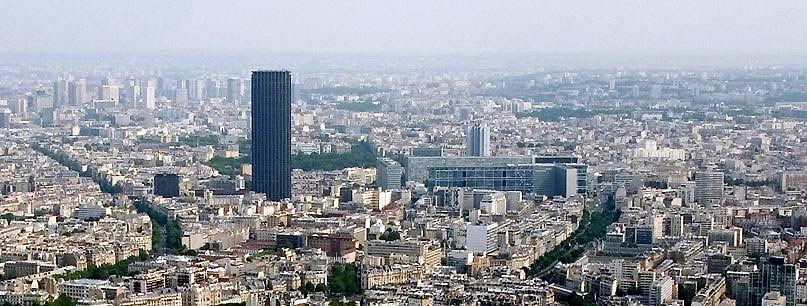
Tour Montparnasse
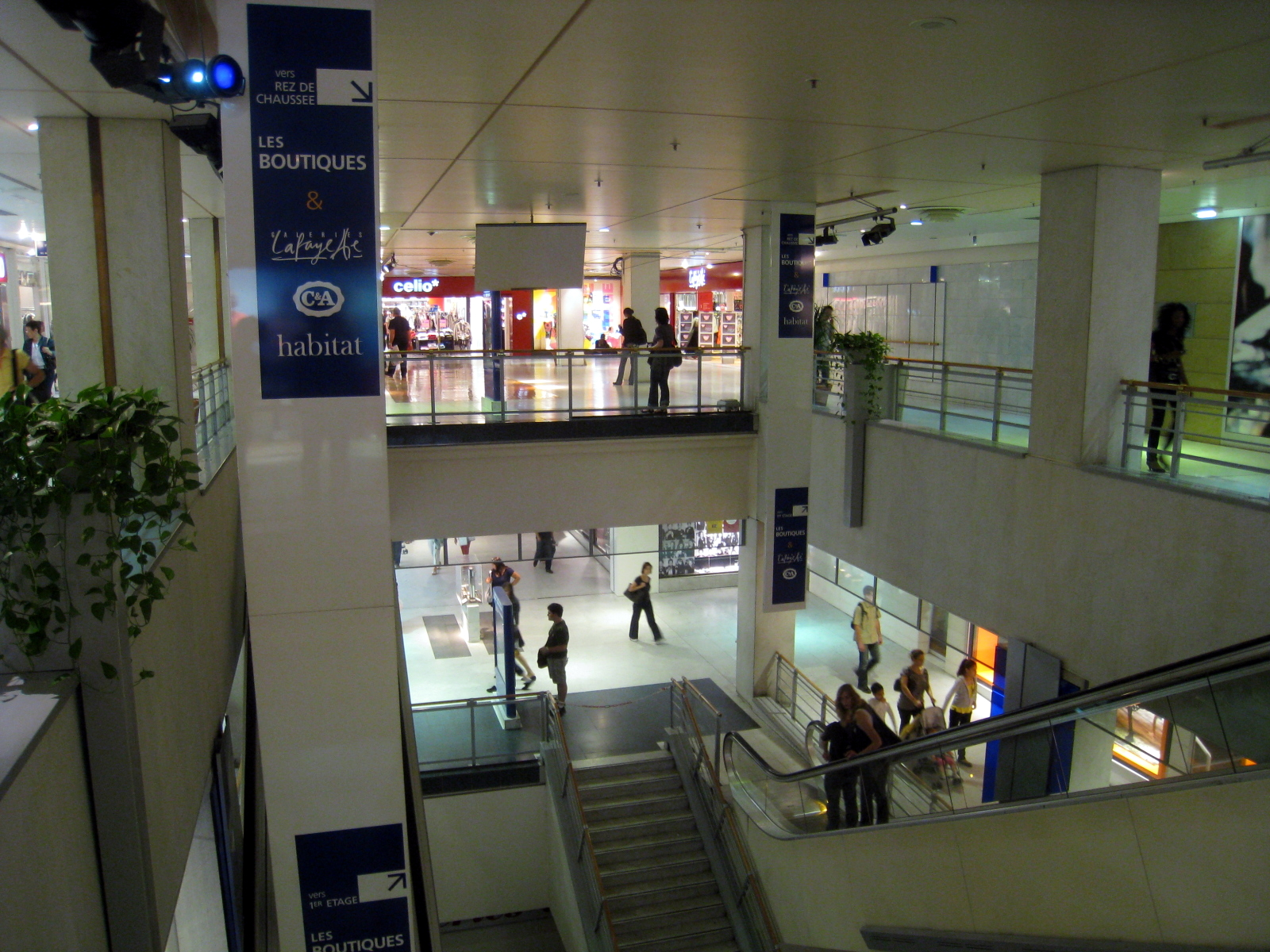
Shoppingarkad i Tour Montparnasse